# 三井物産グローバルロジスティクス
三井物産グローバルロジスティクス株式会社（みついぶっさんグローバルロジスティクス、英: Mitsui & Co. Global Logistics, Ltd.）は、東京都港区に本社を置く、三井物産グループの総合物流企業である。

## 概要
三井物産の完全子会社としてグループの総合物流事業を担っており、国内7都市22拠点、海外35か国150都市のネットワークを持つ。主要事業は、トライネット・ロジスティクスが強みとしてていた物流センター事業、不動産事業とトライネットの鋼材輸送・機械設備輸送を中心とする国際物流事業である。

## 沿革
- 1959年2月 - 日東倉庫株式会社設立（三井物産株式会社から倉庫営業部門を分離独立させ設立）[3]
- 2003年1月 - 商号を「日東ロジスティクス株式会社」へ変更[3]
- 2007年4月 - 京義倉庫株式会社、東神倉庫株式会社と共に経営統合、社名を「トライネット・ロジスティクス株式会社」へ変更[3]
- 2010年4月 - 持ち株会社の三井物産ロジスティクス・ホールディングスを合併、三井物産株式会社の完全子会社となる[3]
- 2012年4月 - 三井物産ロジスティクスマネジメント株式会社と合併[3]
- 2017年
  - 4月 - 株式会社トライネットと合併、社名を「三井物産グローバルロジスティクス株式会社」へ変更[3][1]
  - 6月 - 三井物産株式会社傘下の三井物産国際物流（上海）有限公司とMitsui & Co. Global Logistics & Insurance (Thailand) Ltd.を株式会社移管し完全子会社化[3]
- 2019年11月 - Mitsui & Co. Global Logistics (Vietnam) Company Limitedを設立[3]

## 関係会社

### 国内
- 東神倉庫株式会社 - 東京都品川区
- サンネット物流株式会社 - 千葉県市原市

### 海外
- 三井物産国際物流（上海）有限公司 - 中国
- MITSUI & CO. GLOBAL LOGISTICS AND INSURANCE (THAILAND) LTD. - タイ
- MITSUI & CO. GLOBAL LOGISTICS (ASIA) PTE. LTD. - シンガポール
- PT. MITSUI & CO. GLOBAL LOGISTICS INDONESIA - インドネシア
- MITSUI & CO.GLOBAL LOGISTICS (VIETNAM) COMPANY LIMITED - ベトナム